# Bob Dalving
Robert Bob Dalving  est un footballeur international belge, né le  28 juillet 1950 à Anvers (Belgique). 
Il a évolué comme défenseur au K Beerschot VAV de 1969 à 1975 puis au KSC Lokeren de 1975 à 1984.

## Palmarès
- Vainqueur de la Coupe de Belgique en 1971 avec le K Beerschot VAV